# Казакова (Свердловская область)
Казакова — деревня в Туринском городском округе Свердловской области России.

## Географическое положение
Деревня Казакова расположена в 5 километрах к северо-северо-западу от города Туринска (по автодороге — 8 километров), на правом берегу реки Туры, вблизи северо-западного края озера Старица.

## Население
| 2002 | 2010 | 2021 |
| ---- | ---- | ---- |
| 51   | ↘48  | ↘18  |